# 萊克穆爾 (伊利諾伊州)
萊克穆爾（英語：Lakemoor）是位於美國伊利諾伊州萊克縣和麥克亨利縣的一個村落。

## 地理
萊克穆爾的座標為42°20′25″N 88°12′11″W / 42.34028°N 88.20306°W，而該地最高點為海拔高度228米（即748英尺）。

## 人口
根據2010年美國人口普查的數據，萊克穆爾的面積為13.55平方千米，當中陸地面積為12.92平方千米，而水域面積為0.63平方千米。當地共有人口6017人，而人口密度為每平方千米444人。